# Junkers Ju 188
Junkers Ju 188 — немецкий средний бомбардировщик, двухмоторный цельнометаллический моноплан. Создан в конструкторском бюро фирмы Junkers. Первый полет состоялся в сентябре 1941 года. Принят на вооружение люфтваффе в мае 1943 года.

## Служба и боевое применение
Поставки в воинские части Ju 188 начались в августе 1943 года. Первый боевой вылет Ju 188 совершили в ночь на 16 октября 1943 года во время налёта на Лондон, где Ju 188 выполняли функции целеуказателей. Ju 188 выполняли авианалёты на Лондон и Англию до сентября 1944 года. Позже Ju 188 были приписаны группе, находившийся в Норвегии. Около 10 самолётов Ju 188 вошли в состав ВВС Франции, где эксплуатировались до 1951 года (авиация ВМС Франции).

## Варианты
- Ju 188E — экипаж составлял 4 человека. Выпущено 263 самолёта.
- Ju 188F — экипаж составлял 3 человека. Выпущено 222 самолёта.
- Ju 188A
- Ju 188D — самолёт-разведчик, экипаж составлял 3 человека.

## Технические характеристики
Приведённые ниже характеристики соответствуют модификации Ju 188E:
Источник данных: Крылья люфтваффе Юнкерс Ju.188

Технические характеристики
- Экипаж: 4-5 человек
- Длина: 14,95 м
- Размах крыла: 22 м
- Высота: 4,45 м
- Площадь крыла: 56 м²
- Масса пустого: 9870 кг
- Нормальная взлётная масса: 14 525 кг
- Объём топливных баков: 5040 л + доп. 500 л бак в бомбоотсеке
- Силовая установка: 2 × радиальные 14-цилиндровые BMW 801D-2
- Мощность двигателей: 2 × 1700 л.с. (2 × 1250 кВт)
- Воздушный винт: трёхлопастной, изменяемого шага Junkers VS-11

Лётные характеристики
- Максимальная скорость: 495 км/ч на 6000 м
- Крейсерская скорость: 370 км/ч на 5000 м
- Практическая дальность: 1950 км (с 2000 кг бомб)
- Практический потолок: 9400 м
- Время набора высоты: 6000 м за 17,6 минуты
- Нагрузка на крыло: 258,9 кг/м²
- Тяговооружённость: 175 Вт/кг

Вооружение
- Стрелково-пушечное:  
  - 1× 20 мм пушка MG-151 в носу фюзеляжа
  - 2× 13 мм пулемёта MG-131 в верхней башне EDL-131 и в задней части кабины
  - 1(2)× 7,9 мм пулемёта MG-81Z в нижней установке
- Боевая нагрузка: до 3000 кг бомб